# Stan Deyo
Stan Deyo est un écrivain américain, auteur en 1994 de La Conspiration cosmique (The Cosmic Conspiracy).